# 小鹿渓

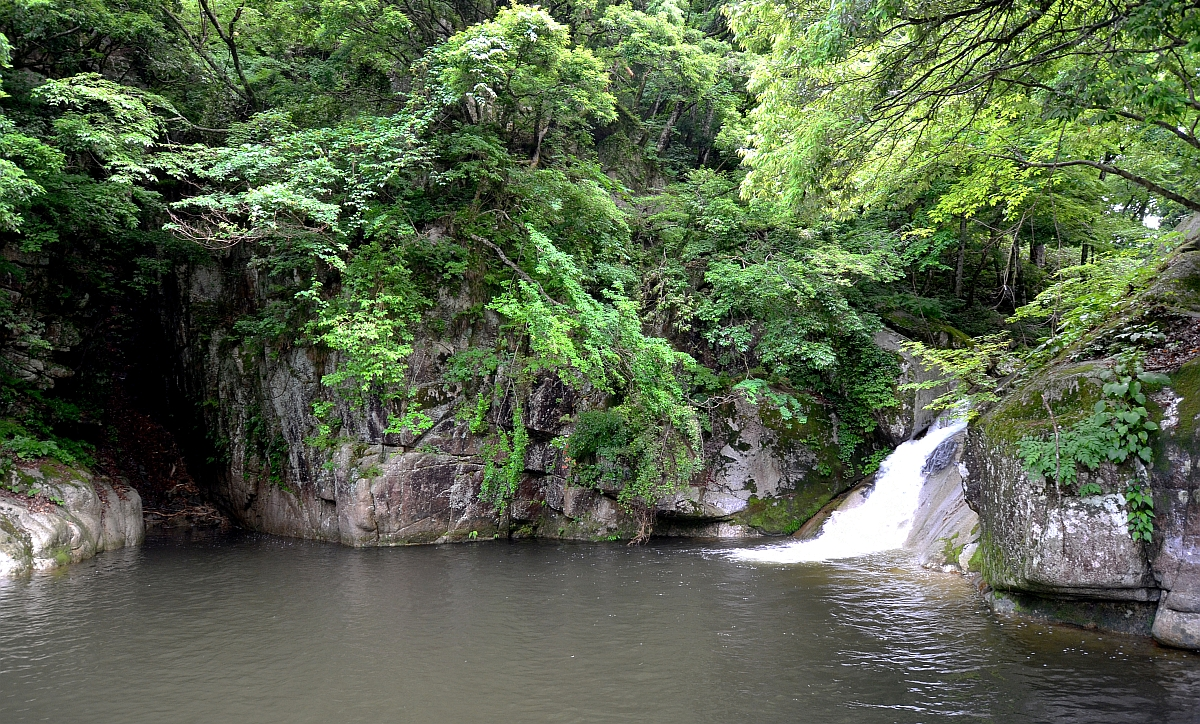
小鹿渓（神縄滝と雄淵）

小鹿渓（おしかけい）は鳥取県東伯郡三朝町にある渓谷で、国の名勝指定地。新緑と紅葉の名所とされる。

## 概要
三徳川の支流、小鹿川の上流域にある神倉地区から中津ダムの間の約4.3キロメートルの渓流である。
小鹿川は、中国山地の三徳山と三国山の間を流れる。小鹿渓周辺の地域は、中国山地の古い基盤地層である花崗岩層が、海底に沈んで礫岩層を作り、これが隆起したあと、溶岩が地層を突き破って噴出して礫岩層の上に積み重なっている。この山を山陰特有の多雨多雪による急流が深く侵食するが、礫岩層と花崗岩層の境目では差別侵食が起こり、多数の洞窟や甌穴が形成され、急峻で複雑な地形が形成される。三徳山の南麓側ではそれが小鹿渓となり、北麓側では三徳渓（三徳山の投入堂などが有名）となっている。
小鹿渓では谷底の岩石は黒雲母花崗岩がベースで、斑れい岩、閃緑岩、輝緑岩が川床を横切るように散在する。谷が幾重にも入り組んで多くの淵や滝を伴っているのに加え、高低差の大きな崖によって、水面付近の気温が低く崖上側が気温が高くなるという逆転現象が生じ、谷底に高地性の植物群落、崖上に温暖性のアカマツが繁茂する特異な生態相を形成しており、これらが相まって奇勝とされている。

## 歴史
かつてはこの渓谷が交通を遮っており、小鹿渓の上流側の中津地区は平家の落人伝承を持つ隔絶された村だった。1911年（明治44年）に菅原蒼溟という詩人が紹介したのが嚆矢とされるが、宮内省や東京大学・慶應義塾大学で漢詩を教えた国府犀東が1931年（昭和6年）に『小鹿渓奇勝二十一景』によって世に広めた。
まもなく1937年（昭和12年）に国の名勝に指定されたが、1953年（昭和28年）に鳥取県が上流側に発電用の中津ダムを建設し、小鹿渓の水量は著しく減って大きく景勝が様変わりした。探勝路もこの時に大幅に変わり、かつては渓流の底から崖を見上げる形で奇勝地を一つ一つ見ることができたが、今は高い位置にある道から見下ろす形となっている。五郎潭から雄淵までの間は遊歩道が整備されている。

## 動植物
東西に伸びる渓谷を季節風が通り抜けることで標高400メートル前後の割には、冬季には積雪が多く、夏季には冷涼である。ブナの群落が見られるが、これは鳥取県内のブナ林としては100メートルから300メートルほど標高が低い。このほか、高木ではイヌブナ、オニグルミ、サワグルミ、トチノキ、ミズナラの高木が群生し、これにウラジロガシ、アカガシ、ミズメ、イタヤカエデ、ホウノキ、スギ、カツラ、アズキナシが混交している。
水棲生物ではヤマメ、イワナ、オオサンショウウオの棲息地となっている。

## 文化
小鹿渓の奇勝の一つでる「弥六淵」には次のような民話が残されている。
小鹿村の木地師の弥六が、行方知れずになった母を探しに山奥へ入ると、大きな淵の底に巨大な水蜘蛛が潜んでいるのに出くわす。母はこの水蜘蛛に食われてしまったのである。仇討ちのため、弥六が神社で願掛けをすると氏神が現れ、命と引き替えに弥六を巨大なヒキガエルにした。ヒキガエルになった弥六は水蜘蛛と闘うが、危機を迎える。これを救うのが弥六の許嫁で、許嫁もまた氏神によって竜に姿を変えていた。水蜘蛛を倒して仇討ちを遂げた弥六は、氏神との約束通り、山に登って岩に姿を変える。その周りを許嫁の竜が守っているという。水蜘蛛のいた淵が「弥六淵」である。

## 観光
淵や浅瀬が続く穏やかな流れはしばしば女性的と形容される。雄淵（おんぶち）や雌淵など数多くの淵が見られるのが特徴で、ほかに水晶瀑などの名所がある。主な地質は輝緑岩や斑糲岩。付近はカシやトチ、ブナなどの自然林が広がり、紅葉だけでなく、シャクナゲの名所としても知られる。なお、三朝温泉市街地から北東の方、三徳川上流の方へ進むと、投入堂で有名な三徳山三仏寺がある。
なお、この小鹿渓は、谷底に冷気が滞留するため、川に落ちた紅葉が下流から上流に逆行する怪現象が見られることでも知られる。

### 主な景勝
『小鹿渓奇勝二十一景』によって様々な名称が与えられている。
下流側より
- 丹戸潭
- 五郎潭（五郎淵）
- 懸布滝
- 雨垂滝
- 弥六潭（弥六淵）
- 水晶滝
- 雌淵 - 玉藻滝
- 百畳敷の化粧岩
- 雄淵 - 神縄滝
- 長者屋敷
- 乙女淵
- 品字滝

### 所在地
鳥取県東伯郡三朝町神倉・中津

### 交通アクセス
- 山陰本線 倉吉駅から「三朝温泉経由・神倉行」バスで約50分、「神倉」下車、徒歩40分

### 周辺
- 三朝温泉 - 三朝バイオリン美術館、陣所の館など
- 打吹玉川 - 重要伝統的建造物群保存地区
- 三仏寺 - 国宝投入堂など
- 倉吉パークスクエア - 倉吉未来中心、鳥取二十世紀梨記念館など